# Campionato sudamericano maschile under 20 di calcio 1991
Il Campionato sudamericano di calcio Under-20 1991, 15ª edizione della competizione organizzata dalla CONMEBOL e riservata a giocatori Under-20, è stato giocato in Venezuela. Le tre migliori classificate si sono qualificate per il Campionato mondiale di calcio Under-20 1991.

## Partecipanti
Partecipano al torneo le rappresentative delle 10 associazioni nazionali affiliate alla Confederación sudamericana de Fútbol:
| - Argentina under 20 - Bolivia under 20 - Brasile under 20 - Cile under 20 - Colombia under 20 |  | - Ecuador under 20 - Paraguay under 20 - Perù under 20 - Uruguay under 20 - Venezuela under 20 |

## Città
La Federazione calcistica venezuelana scelse come luoghi deputati a ospitare la manifestazione le città di Puerto Ordaz e San Cristóbal.

## Formato

### Fase a gironi
Le 10 squadre partecipanti alla prima fase sono divise in due gruppi da cinque ciascuno e si affrontano in un girone all'italiana con gare di sola andata. Passano al secondo turno le prime due classificate in ogni gruppo.
In caso di arrivo a pari punti in classifica, la posizione si determina seguendo in ordine:
- Differenza reti;
- Numero di gol realizzati;
- Risultato dello scontro diretto;
- Sorteggio.

## Fase a gironi
Legenda
|  | Qualificata alla fase successiva |

### Gruppo A
| Squadra            | P.ti | G | V | P | S | GF | GS | DR |
| ------------------ | ---- | - | - | - | - | -- | -- | -- |
| Brasile under 20   | 7    | 4 | 3 | 1 | 0 | 11 | 3  | +8 |
| Argentina under 20 | 5    | 4 | 2 | 1 | 1 | 7  | 6  | +1 |
| Cile under 20      | 3    | 4 | 1 | 1 | 2 | 7  | 9  | -2 |
| Colombia under 20  | 3    | 4 | 1 | 1 | 2 | 5  | 10 | -5 |
| Bolivia under 20   | 2    | 4 | 1 | 0 | 3 | 5  | 7  | -2 |

| San Cristóbal 2 febbraio 1991                                        | Bolivia   | 3 – 0 referto | Colombia | Estadio Polideportivo de Pueblo Nuevo |
| \| \| \| \| \| Moreno 42’ Baldivieso 70’ Baca 75’ \| Marcatori \| \| |           |               |          |                                       |
|                                                                      |           |               |          |                                       |
| Moreno 42’ Baldivieso 70’ Baca 75’                                   | Marcatori |               |          |                                       |

| Arbitro: | Orellana |

|                             |           |                               |
| Esnáider 44’ 52’ (rig.) 88’ | Marcatori | 48’ Herrera 81’ (rig.) Robles |

| Arbitro: | Dluzniewski |

|                        |           |  |
| Ramon Djair Marquinhos | Marcatori |  |

| Arbitro: | Farías |

|              |           |              |
| Zambrano 31’ | Marcatori | 58’ Calderón |

| San Cristóbal 6 febbraio 1991                                   | Brasile   | 1 – 1 referto       | Argentina | Estadio Polideportivo de Pueblo Nuevo |
| \| \| \| \| \| Djair 33’ \| Marcatori \| 45’ (rig.) Esnáider \| |           |                     |           |                                       |
|                                                                 |           |                     |           |                                       |
| Djair 33’                                                       | Marcatori | 45’ (rig.) Esnáider |           |                                       |

| San Cristóbal 6 febbraio 1991                                                      | Cile      | 3 – 2 referto | Bolivia | Estadio Polideportivo de Pueblo Nuevo |
| \| \| \| \| \| Herrera 52’ Pinto 53’ MacNiven 80’ \| Marcatori \| 35’ Sánchez ? \| |           |               |         |                                       |
|                                                                                    |           |               |         |                                       |
| Herrera 52’ Pinto 53’ MacNiven 80’                                                 | Marcatori | 35’ Sánchez ? |         |                                       |

| San Cristóbal 8 febbraio 1991, ore 14:00                        | Brasile   | 3 – 1 referto | Cile | Estadio Polideportivo de Pueblo Nuevo |
| \| \| \| \| \| Éber 63’ 92’ Ramon 81’ \| Marcatori \| Robles \| |           |               |      |                                       |
|                                                                 |           |               |      |                                       |
| Éber 63’ 92’ Ramon 81’                                          | Marcatori | Robles        |      |                                       |

| Arbitro: | Tejada |

|                   |           |                 |
| Lozano Valenciano | Marcatori | Molina Esnáider |

| San Cristóbal 10 febbraio 1991                                                               | Brasile   | 4 – 1 referto | Colombia | Estadio Polideportivo de Pueblo Nuevo |
| \| \| \| \| \| Luiz Fernando 31’ Zelão 48’ 51’ Rodrigão 59’ \| Marcatori \| 75’ Atehurtúa \| |           |               |          |                                       |
|                                                                                              |           |               |          |                                       |
| Luiz Fernando 31’ Zelão 48’ 51’ Rodrigão 59’                                                 | Marcatori | 75’ Atehurtúa |          |                                       |

| San Cristóbal 10 febbraio 1991 | Argentina | 1 – 0 | Bolivia | Estadio Polideportivo de Pueblo Nuevo |

### Gruppo B
| Squadra            | P.ti | G | V | P | S | GF | GS | DR  |
| ------------------ | ---- | - | - | - | - | -- | -- | --- |
| Paraguay under 20  | 6    | 4 | 3 | 0 | 1 | 14 | 7  | +7  |
| Uruguay under 20   | 6    | 4 | 2 | 2 | 0 | 10 | 3  | +7  |
| Ecuador under 20   | 4    | 4 | 1 | 2 | 1 | 6  | 6  | 0   |
| Venezuela under 20 | 2    | 4 | 1 | 0 | 3 | 7  | 17 | -10 |
| Perù under 20      | 2    | 4 | 0 | 2 | 2 | 4  | 8  | -4  |

| Puerto Ordaz 1º febbraio 1991 | Uruguay | 3 – 0 | Paraguay | Estadio Cachamay |

| Puerto Ordaz 1º febbraio 1991 | Venezuela | 2 – 1 | Perù | Estadio Cachamay |

| Puerto Ordaz 3 febbraio 1991               | Uruguay   | 1 – 1 referto | Perù | Estadio Cachamay |
| \| \| \| \| \| Tejera \| Marcatori \| ? \| |           |               |      |                  |
|                                            |           |               |      |                  |
| Tejera                                     | Marcatori | ?             |      |                  |

| Puerto Ordaz 3 febbraio 1991 | Ecuador | 4 – 3 | Venezuela | Estadio Cachamay |

| Puerto Ordaz 5 febbraio 1991 | Perù | 0 – 0 | Ecuador | Estadio Cachamay |

| Puerto Ordaz 5 febbraio 1991 | Paraguay | 7 – 1 | Venezuela | Estadio Cachamay |

| Puerto Ordaz 7 febbraio 1991 | Paraguay | 5 – 2 | Perù | Estadio Cachamay |

| Puerto Ordaz 7 febbraio 1991 | Uruguay | 1 – 1 | Ecuador | Estadio Cachamay |

| Puerto Ordaz 9 febbraio 1991 | Uruguay | 5 – 1 | Venezuela | Estadio Cachamay |

| Puerto Ordaz 9 febbraio 1991 | Paraguay | 2 – 1 | Ecuador | Estadio Cachamay |

## Fase finale
| Squadra            | P.ti | G | V | P | S | GF | GS | DR |
| ------------------ | ---- | - | - | - | - | -- | -- | -- |
| Brasile under 20   | 4    | 3 | 1 | 2 | 0 | 4  | 2  | +2 |
| Argentina under 20 | 4    | 3 | 1 | 2 | 0 | 5  | 4  | +1 |
| Uruguay under 20   | 4    | 3 | 1 | 2 | 0 | 3  | 2  | +1 |
| Paraguay under 20  | 0    | 3 | 0 | 0 | 3 | 4  | 8  | -4 |

| 13 febbraio 1991 | Brasile | 0 – 0 | Uruguay |  |

| 13 febbraio 1991                                                     | Argentina | 3 – 2 referto | Paraguay |  |
| \| \| \| \| \| Mogrovejo Esnáider 42’ \| Marcatori \| 88’ Benítez \| |           |               |          |  |
|                                                                      |           |               |          |  |
| Mogrovejo Esnáider 42’                                               | Marcatori | 88’ Benítez   |          |  |

| Arbitro: | Imperatore |

|           |           |               |
| Élber 13’ | Marcatori | 83’ Mogrovejo |

| 15 febbraio 1991                                                     | Uruguay   | 2 – 1 referto | Paraguay |  |
| \| \| \| \| \| Vespa 30’ Ferreyra 57’ \| Marcatori \| 67’ Benítez \| |           |               |          |  |
|                                                                      |           |               |          |  |
| Vespa 30’ Ferreyra 57’                                               | Marcatori | 67’ Benítez   |          |  |

| Puerto Ordaz 17 febbraio 1991 | Argentina | 1 – 1 | Uruguay | Estadio Cachamay |

| 17 febbraio 1991                                                                        | Brasile   | 3 – 1 referto | Paraguay |  |
| \| \| \| \| \| Paulo Nunes 41’ Andrei 78’ Serginho 80’ \| Marcatori \| 53’ Centurión \| |           |               |          |  |
|                                                                                         |           |               |          |  |
| Paulo Nunes 41’ Andrei 78’ Serginho 80’                                                 | Marcatori | 53’ Centurión |          |  |

## Classifica marcatori
| Gol |  |  | Giocatore     | Squadra            |
| --- |  |  | ------------- | ------------------ |
| 7   |  |  | Juan Esnáider | Argentina under 20 |